# 外部性
在經濟學中，外部性（英語：externality）或外部成本（英語：external cost）、外部效应、溢出效应，是作為另一方（或多方）活動的影響而產生的未參與第三方的間接成本或收益。 外部性可被視為涉及消費者或生產者市場交易的未定價商品。 車輛廢氣造成的空氣污染就是一個例子。 空氣污染給社會造成的代價，不是由車輛生產者或使用者向社會其他人支付的。 來自工廠的水污染是另一個例子。 所有消費者都因污染而變得更糟，但市場並沒有為這種損害提供補償。 正外部性是指個人在市場上的消費增加了他人的福祉，但個人不向第三方收取收益。 第三方本質上是獲得免費產品。 這方面的一個例子可能是麵包店上方的公寓，每天早上都能聞到新鮮糕點的香味。 住在公寓裡的人不會為此利益補償麵包店。
外部性的概念最早是由經濟學家亞瑟·塞西爾·皮古在 1920 年代提出。 負外部性的典型例子是環境污染。 皮古認為，對負外部性徵收等於邊際損害或邊際外部成本的稅（後來稱為“庇古稅”）可用於將其發生率降低到有效水平。 隨後的思想家們爭論了是徵稅還是監管負外部性更可取、庇古稅收的最佳效率水平，以及什麼因素導致或加劇了負外部性，例如為公司投資者提供有限責任公司所造成的損害。
當產品或服務的生產或消費的私人價格均衡無法反映該產品或服務對整個社會的真實成本或收益時，通常會出現外部性。 這導致外部性競爭均衡不遵守帕累托效率條件。 因此，由於可以更好地分配資源，外部性是市場失靈的一個例子。
外部性可以是正的也可以是負的。 政府和機構經常採取行動將外部性內部化，因此市場定價交易可以包含與經濟主體之間交易相關的所有收益和成本。 最常見的做法是對這種外部性的生產者徵稅。 這通常類似於不徵稅的報價，一旦外部性達到一定程度，就會徵收非常高的稅。 然而，由於監管機構並不總是掌握有關外部性的所有信息（參考資訊不對稱），因此可能難以徵收正確的稅款。 一旦外部性通過徵稅被內部化，競爭均衡理論上會達到帕累托效率。
例如，造成空氣污染的工廠製造活動給整個社會帶來了健康和清潔成本，而選擇對房屋進行防火處理的個人的鄰居可能會受益於降低火勢蔓延到自己房屋的風險。 如果存在外部成本，例如污染，生產者可能會選擇生產比要求生產者支付所有相關環境成本時生產的更多的產品。 由於自主行為的責任或後果部分在自身之外，因此涉及成本外部化（英語：Cost externalizing）因素。 如果存在外部利益，例如公共安全，則生產的商品數量可能少於生產者因他人的外部利益而獲得報酬的情況。
同时，从社会经济学的观点来看：
- 个人通常会倾向于“外部不经济”的消费行为，因为有害外部性商品带来的成本不需要个人承担（如污染），经济上称此为“过度消费”（英語：overconsumption）
- 而由于有益外部性商品带来的收益并不能被个人独占，个人通常在一定程度上不愿意做出“外部经济”的消费行为（如教育），经济上称此为“不充分消费”（英語：underconsumption）。

外部效應是經濟決策的不平衡影響，不能歸咎於決策者，因為決策者與受決策影響者之間缺乏價格或市場機制調和其利益。

## 涵義

External costs and benefits

一樁交易的買方或賣方如果認為結果對自己不利，那麼交易不會成功，所以兩願交易被認為是對於雙方都有利的；但是交易成果可能會對第三方造成額外的影響。從受到影響的第三方角度來看，這些影響可能是負面的（例如工廠排放污染），也有可能是正面的（採蜜的蜂群也會附帶給鄰近植物授粉）。新古典福利經濟學認為在合理條件下，外部性的存在將導致非社會最優的結果。那些遭受外部成本的人是不由自主的，而那些享受外部利益的人則不需耗費成本。
如果有外部成本存在，兩願交易可能會減少社會福利。遭受空氣污染外部性影響的人將其視為自己的效用降低：主觀的生氣不滿或自己負擔的成本，例如醫療費用較高。外部性甚至可被視為危害居民的肺部，侵犯到他們的生命與財產權。因此，外部成本可能構成道德或政治上的問題；或被視為生命與財產權無法明確界定的情況，例如，排放污染到物權沒有歸屬人的水域（象徵性地為社會大眾公有，或是明文在某些國家或/且法定傳統上；例如禁止排放污水到溪流或海洋中）。
另一方面，正面的外部性將會增加第三方的效用，集體社會福利得到改善；而提供此外部性的私有者卻無法獲取其利益，即少有意願增多生產；那麼依無政府的理論模式中，集體的福利不會達到社會最優的數量。具有正面外部性的物品包括教育（被認為可提高社會的生產力和福利，儘管更高教育水準的外部性，將由更高工資率而內部化），公共衛生計劃（可降低第三方的健康風險和成本，例如傳染疾病）和正直的司法與執法。
正面的外部性通常與搭便车问题有關。例如，接種疫苗的人減少了周圍其他人感染相關疾病的風險；在高水準的防疫措施下，社會將獲得很大的健康福祉; 但任何人都有可能拒絕接種疫苗，卻仍然藉由“搭便車”的方式，規避掉原應支付接種疫苗的費用。
當涉及負面的外部性時，有一些提高整體社會效用的理論方法。其一是以市場驅動來糾正負面外部成本，對第三方不願承擔的成本將其“內部化”，例如要求污染者賠償或修復排污所造成的任何損害。但在許多情況下，內部化成本或收益是不可行的，特別是無法確定造成外部性真正的貨幣價值。
儘管外部性不一定是輕微或局部的，自由貿易經濟學家如哈耶克和米爾頓·弗里德曼有時將外部性稱為「鄰域效應」或「溢出效應」。路德維希·馮·米塞斯同樣認為，外部性是因為擁有「個人財產權的明確定義」。

## 延伸閲讀
- Anderson, David A. (2019) Environmental Economics and Natural Resource Management 5e,  （页面存档备份，存于） New York: Routledge.
- Berger, Sebastian (2017) The Social Costs of Neoliberalism: Essays in the Economics of K. William Kapp. Nottingham: Spokesman.
- Berger, Sebastian (ed) (2015) The Heterodox Theory of Social Costs - by K. William Kapp. London: Routledge.
- Baumol, W. J. . American Economic Review. 1972, 62 (3): 307–22. JSTOR 1803378.
- Johnson, Paul M. Definition （页面存档备份，存于） "A Glossary of Economic Terms"
- Pigou, A.C. . Macmillan and Co. 1920.
- Tullock, G. . Edward Elgar Publishing, Inc. 2005. ISBN 978-1-84376-637-7.
- Volokh, Alexander. . Hamowy, Ronald  (编). . Thousand Oaks, CA: SAGE; Cato Institute: 162–63. 2008. ISBN 978-1-4129-6580-4. LCCN 2008009151. OCLC 750831024. doi:10.4135/9781412965811.n101. （原始内容存档于2020-09-30） 使用|archiveurl=需要含有|url= (帮助). |chapter=被忽略 (帮助);
- Weitzman, Martin. . The Review of Economic Studies. October 1974, 41 (4): 477–91. JSTOR 2296698. S2CID 153209646. doi:10.2307/2296698.
- Jean-Jacques Laffont (2008) Externalities. In: Palgrave Macmillan (eds) The New Palgrave Dictionary of Economics. Palgrave Macmillan, London

## 外部連結
- ExternE – European Union project to evaluate external costs （页面存档备份，存于）
- Econ 120 – Externalities